# Taxi A
Taxi A – polski film komediowy z 2007 roku w reżyserii Marcina Korneluka.
Film kręcony w Olsztynie.

## Opis fabuły
Andrzej (Marian Dziędziel) wykorzystał czas przemian. Został rekinem biznesu. Nieoczekiwanie dowiaduje się, że jego sprytny wspólnik i niewierna żona wspólnymi siłami puścili go w skarpetkach. Na dodatek jest prześladowany przez złośliwego komornika.
Załamany, rozważa popełnienie samobójstwa, gdy niespodziewanie przychodzi mu do głowy szalony pomysł, który może odmienić jego życie. Z dyrektorskiego stołka przesiada się na nadszarpniętą zębem czasu łódkę. Andrzej poznaje życie od innej strony i przewożąc swoich pasażerów udziela im rad. Sława filozofującego przewoźnika dociera do mediów.

## Obsada
- Marian Dziędziel − jako Andrzej
- Jerzy Bończak − jako Aleksander
- Paulina Holtz − jako prawniczka
- Witold Dębicki − jako przemytnik
- Wojciech Siemion − jako emeryt
- Katarzyna Gniewkowska − jako żona
- Agata Piotrowska-Mastalerz − jako Jadźka
- Leszek Piskorz − jako wspólnik
- Jan Monczka − jako biznesmen
- Katarzyna Ankudowicz − jako Lucyna
- Maciej Sosnowski − jako akwizytor
- Henryk Gołębiewski − jako robotnik (spawacz)
- Andrzej Haliński − jako policjant

i inni